# Lucrèce Borgia (film, 1953)
Pour les articles homonymes, voir Lucrèce Borgia (homonymie).
Pour plus de détails, voir Fiche technique et Distribution.
Lucrèce Borgia est un film franco-italien réalisé par Christian-Jaque, sorti en 1953. À noter que cette production est tournée et projetée en couleurs, ce qui n'est pas fréquent à l'époque.

## Synopsis
Dans la Rome pontificale de la fin du XVe siècle, César Borgia use et abuse de son ascendant sur sa sœur Lucrèce, voluptueuse créature. Au gré de sa politique, il combine les mariages de Lucrèce. Sforza éliminé, elle doit épouser Alphonse d'Aragon. Elle se soumet et reconnaît avec joie dans son futur époux l'inconnu qu'elle a comblé de ses faveurs un soir de carnaval. Le dégoût du duc d'Aragon le cède bientôt à l'amour. Hélas, César rêve d'une nouvelle alliance. Il fait assassiner Alphonse. Résignée, douloureusement passive, Lucrèce devra épouser le duc d'Este.

## Fiche technique
- Réalisation : Christian-Jaque, assisté de Raymond Vilette, Romano Dandi, Roland-Bernard, André Smagghe
- Scénario, adaptation : Christian-Jaque, Jacques Sigurd, Cécil Saint-Laurent
- Dialogues : Jacques Sigurd
- Décors : Robert Gys, assisté de Jacques Chalvet et Pierre Duquesne
- Costumes : Marcel Escoffier, assisté de Monique Plotin et Jean Zay
- Photographie : Christian Matras
- Opérateur : Raymond Darouinou
- Son : Lucien Lacharmoise, Jacques Carrère, assistés de Guy Villette
- Montage : Jacques Desagneaux, assisté de Claude Durand
- Musique : Maurice Thiriet, orchestre des Concerts Colonne, chorale de l'université de Paris dirigée par Pierre-Michel Le Conte
- Effets spéciaux : Nicolas Wilke
- Maître d'armes : André Gardère
- Régisseur général : Maurice Hartwig
- Régisseur extérieur : Georges Kougoucheff
- Coiffures : Jean Lalaurette
- Éclairagiste : René  Touillaud Lucien Hamot
- Ensemblier : Pierre Charron
- Script-girl : Simone Boudarias
- Photographe de plateau : Sam Lévin
- Maquillage : Carmen Brel, assistée de Lina Gallet
- Accessoiriste : Marcel Protat, Pierre Barbet
- Coordinateur des combats et des cascades : Claude Carliez et son équipe
- Production : Les Films Ariane, Filmsonor (Paris) - Rizzoli Films (Rome)
- Directeur de production : Francis Cosne
- Producteurs délégués : Alexandre Mnouchkine, Georges Danciger
- Distribution : Cinédis
- Tournage dans les studios Pathé Studio Cinéma, du 8 novembre 1952 au 28 mars 1953
- Pays :  France
- Format : couleur par Technicolor (assistant technicolor : Yan Graic) - 1,37:1 - 35 mm - son mono (système sonore Western Electric)
- Conseiller technicolor : Yvan Bridge
- Genre : Drame
- Durée : 93 min
- Date de sortie : 
  - France - 23 octobre 1953
- Affiches : Marcel Jeanne, Boris Grinsson (France)

## Distribution
- Martine Carol : Lucrèce Borgia, la sœur de César
- Pedro Armendáriz (VF : Jean Davy) : César Borgia
- Massimo Serato (VF : André Falcon) : Alphonse d'Aragon
- Georges Lannes : l'ambassadeur
- Tania Fédor : la dame d'Atours
- Valentine Tessier : Julie Farnèse
- Christian Marquand : Paolo
- Piéral : le bouffon
- Maurice Ronet : Perotto
- Arnoldo Foà (VF : Raymond Loyer) : Micheletto
- Louis Seigner : le magicien
- Howard Vernon : le chapelain
- Gilles Quéant : Sforza
- Olivier Mathot : le sculpteur
- Jean d'Yd : le médecin
- Raphaël Patorni : l'envoyé du duc d'Este
- Jacky Blanchot : un spadassin
- Joe Davray : un spadassin
- Georges Demas : un bourreau de Micheletto
- Bernard Musson : un suivant du chapelain
- Franck Maurice : un bourreau de Micheletto
- Christine Chesnay

## Censure
La censure retire en 1953 une scène du film où apparaissent les seins de Martine Carol[source insuffisante]. En 1951,  dans Caroline chérie elle avait successivement dénudé son sein droit, son sein gauche, puis toute sa poitrine, en contre-jour.